# Barbara Selkridge
Barbara A. Selkridge (* 7. Juni 1971 in New York City, Vereinigte Staaten), verheiratete Barbara Abbey, ist eine ehemalige antiguanische Sprinterin. Sie war auf den 400-Meter-Lauf spezialisiert.

## Biografie
Barbara Selkridge wurde in der US-amerikanischen Metropole New York City im Stadtteil Bronx als Tochter von antiguanischen Einwanderern geboren. Sie trat bei den Olympischen Sommerspielen 1988 in Seoul an. Im Wettkampf über 400 m schied sie in den Vorläufen aus. Nach ihrer Olympiateilnahme erhielt sie ein Stipendium an der University of Texas at Austin. Nach ihrem Studienabschluss im Jahr 1993 begann sie als Lehrerin an der Morris High School in der Bronx und später an der Frederick Douglass Academy in Harlem zu unterrichten. Im September 2023 wurde sie Schulleiterin der Nelson Mandela Dr. Hosea Zollicoffer School in Mount Vernon.
Sie ist die Schwester von Oral Selkridge.